# Rödbergstjärnen, Dalarna
Rödbergstjärnen är en sjö i Orsa kommun i Dalarna och ingår i Dalälvens huvudavrinningsområde.